# Ulrich Guggisberg
Ulrich «Ueli» Guggisberg (* 13. Oktober 1947 in Bern) ist ein ehemaliger Schweizer Fussballnationalspieler.

## Karriere
Guggisberg stand zwischen 1965 und 1971 beim BSC Young Boys, zwischen 1971 und 1974 beim FC Lausanne-Sport sowie zwischen 1974 und 1978 bei Neuchâtel Xamax unter Vertrag. In dieser Zeit absolvierte der Mittelfeldspieler insgesamt 233 Spiele in der Nationalliga und erzielte dabei 33 Treffer. In der ersten Runde des UEFA-Cups 1972/73 kam Guggisberg gegen den FK Roter Stern Belgrad (1:5, 3:2) ausserdem zu zwei Einsätzen in einem internationalen Wettbewerb. Aus beruflichen Gründen beendete er im März 1978 seine aktive Karriere.
Guggisberg stand im April 1965 sowie im Mai 1966 im Schweizer Kader für das UEFA-Juniorenturnier, 1967 wurde er für die B-Nationalmannschaft aufgeboten. Erstmals für die Schweizer Fussballnationalmannschaft nominiert wurde Guggisberg von Nationaltrainer Erwin Ballabio im September 1968. Er debütierte am 12. Oktober 1968 beim 1:0-Sieg über Griechenland durch seine Einwechslung in der 83. Minute für Karl Odermatt. Beim 1:1-Unentschieden gegen Portugal am 2. November 1969 spielte Guggisberg über die volle Länge und kam dabei zu seinem zweiten und letzten Einsatz für die «Nati».